# 그 사람 추기경
"그 사람 추기경"(The Cardinal)은 한국에서 제작된 황인준 감독의 2013년 다큐멘터리 영화이다. 김수환 등이 주연으로 출연하였다.

## 출연

### 주연
- 김수환

### 조연
- 우기홍
- 윤현정
- 인순이
- 장재문
- 백옥남
- 이동자
- 김귀선
- 박경애
- 김지자
- 김병기
- 문정혁
- 김서인
- 김현수
- 이단원
- 김형태
- 염수정
- 박신언
- 전대식
- 두봉
- 신명자
- 정일우
- 송광섭
- 이상용
- 정하권
- 김형태
- 김정남
- 장익
- 강우일
- 김정식
- 윤공희
- 김상진
- 김영균
- 고찬근
- 이해인

## 기타
- 구성: 전성우
- 프로듀서: 류호찬
- 제작프로듀서: 박은정
- 제작자문: 변승우
- 행정: 김미경
- 행정: 이주희
- 행정: 송예림
- 촬영부: 김지훈
- 촬영부: 김재항
- 연출부: 조성우
- 스크립터: 예상우
- 스크립터: 이지원
- 녹음: 정유찬
- 녹음: 양주한
- 믹싱: 정유찬
- 믹싱: 양주한
- 믹싱: 이정수
- 믹싱: 김예진
- 믹싱: 유영수
- 미술: 박홍진
- 미술: 최성수
- 소품: 류선영
- CG: 박희영
- CG: 민경혜
- CG: 허예리
- CG: 김태경
- CG: 최단비
- 분장: 한미선
- 의상: 류선영
- 광고디자인: 김진의
- 인터뷰: 권은정
- 영성자문: 차동엽
- 카메라감독: 박광수
- 카메라감독: 이재춘
- 카메라감독: 남창우
- NLE/컬러: 정희용
- 삽화: 정은영
- 자료조사: 김송희
- 운행: 석상운
- 운행: 박성용
- 운행: 황재철
- 마케팅부문: 김소일
- 마케팅부문: 정재춘
- 마케팅부문: 신재용
- 배급총괄: 정윤홍
- 국내배급진행: 이강일
- 국내배급진행: 염광원
- 국내배급진행: 김은주
- 해외배급책임: 강수진
- 배급회계: 김미선
- 마케팅부문: 김은주
- 마케팅부문: 박유민
- 마케팅부문: 민혜진
- 섭외: 윤정희